# 41e cérémonie des AVN Awards
La 41éme cérémonie des AVN Awards était un événement de remise de prix pornographique récompensant les meilleures actrices, acteurs, réalisateurs, films et produits liés à l'industrie pour adultes en 2024. Elle s’est déroulée au Resort World Las Vegas à Las Vegas le 27 janvier 2024. L’événement était présenté par les actrices Luna Star, Emily Lynne et Kazumi.

## Pré-nominations et nominations
L’ouverture aux pré-nominations a été ouverte le 15 août 2023 et s’est clôturée le 15 septembre 2023. Les pré-nominations permettent à tous les professionnels légitimes de l’industrie pour adultes à faire examiner les productions, les produits et tout autres travaux de l’année précédente dans l’optique d’être nommée définitivement pour concourir dans une catégorie des AVN Awards. Pour cette édition, les organisateurs décident d’ouvrir pour la première fois les pré-nominations aux productions de Réalité Virtuelle, notamment en prenant en compte l’essor de ces dernières et le lancement de l’Apple Vision Pro au États Unis.
Comme chaque année, AVN Media Network invite les fans et les membres de l'industrie à pré-nommer les meilleures et les plus brillantes stars adultes à leurs yeux pour les AVN Awards 2024 votés par les fans. Ces pré-nominations « spéciales fans » se sont ouvert le 2 décembre 2023.

### Nominations
Les nommés définitifs ont été annoncés le 14 novembre 2023.
Parmi les faits marquants, on peut noter les 54 nominations du réalisateur Ricky Greenwood. Seth Gamble, lauréat du trophée de l’interprète masculin de l'édition 2023 reçois 27 nominations, Mick Blue quant à lui, en reçoit 13. Le studio Vixen Media Groupe comptabilise 60 nominations et le studio Dorcel à lui reçut 18 nominations.

## La cérémonie

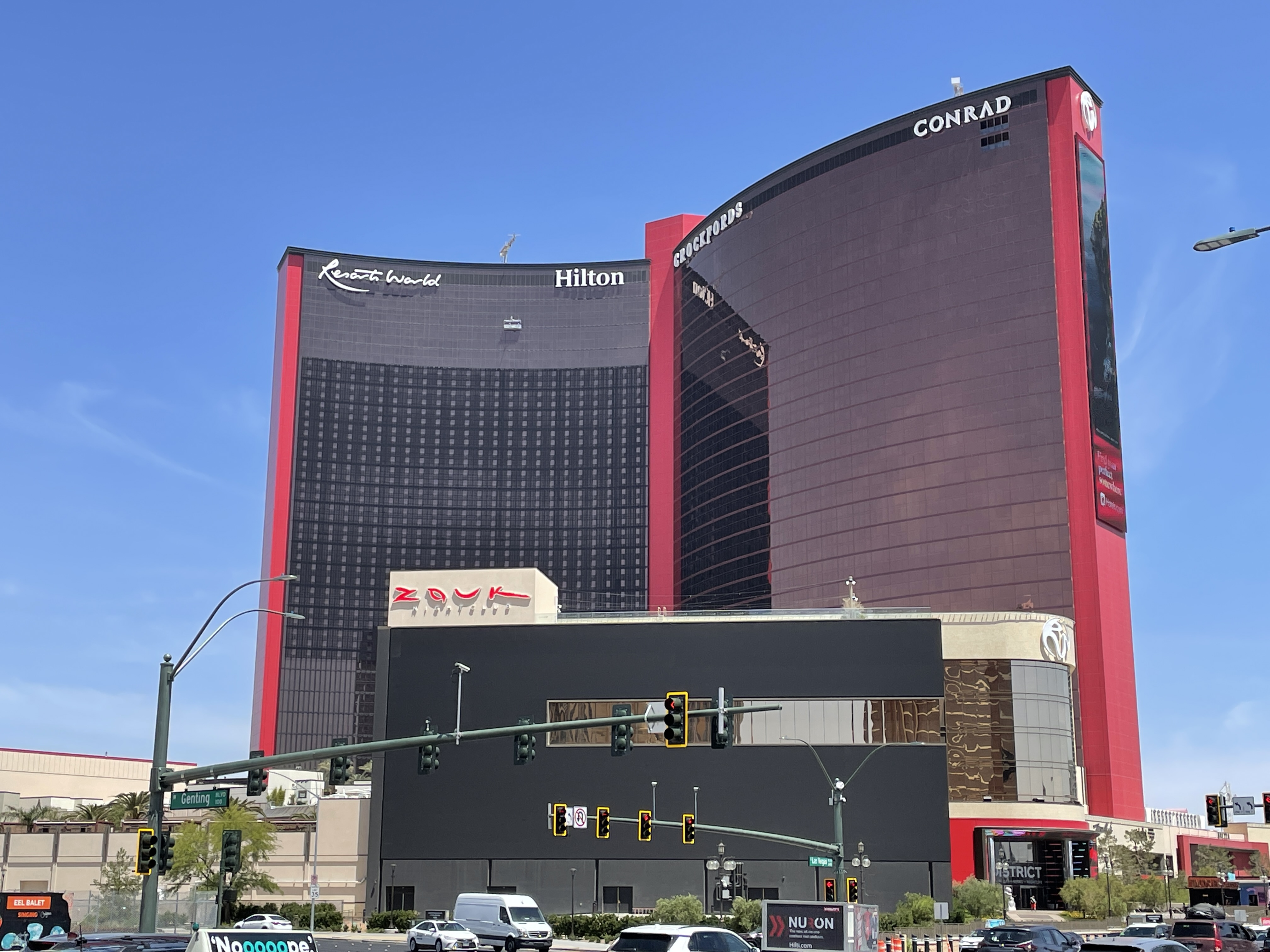
Le Resorts World Las Vegas, lieu où s’est déroulé la cérémonie.

La cérémonie s’est déroulé dans la soirée du 27 janvier juste après l’AVN AEE au Resort World Las Vegas à Las Vegas en parteneriat avec MyFreeCams, est a été présenté par les actrices pornographiques Luna Star, Emily Lynne et Kazumi, elles-mêmes accompagnées de l’humoriste Lil Duval. La rappeuse Iggy Azalea à assurer un mini concert avant le début des remises de récompenses en interprétant ses titres Work et Cream.

### Synthèse de la remise de récompense

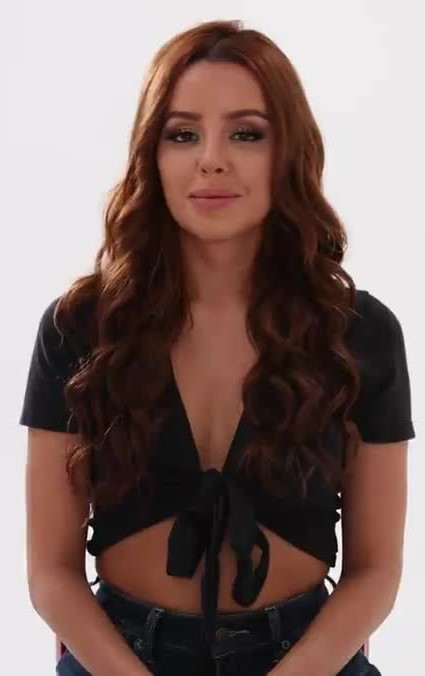
Vanna Bardot, lauréate du prix de l’interprète féminine de l'année

Les principaux événements de la soirée sont la remise des prix d’interprètes de l’année. Cette année, le prix de l’Interprète Féminine de l’année revient à Vanna Bardot, qui remporte également 4 autres prix individuels dans la soirée, tandis que le prix d’Interprète Masculin revient à Isiah Maxwell.
Chanel Camryn a remporté le trophée convoité de la Meilleure Nouvelle Starlette. Le film Machine Gunner de Digital Playground a triomphé dans la catégorie Grand Reel en tant que meilleur film narratif et a également remporté quatre prix au total. Parmi ces récompenses, on compte le prix de la meilleure actrice principale pour Kira Noir, le prix de la meilleure scène de sexe oral pour Kira Noir et Tommy Pistol, et le prix de la meilleure scène de sexe en équipe pour son combat avec Charles Dera et Scott Nails.
Parmi les autres grands gagnants qui ont été révélés sur scène, il y a Tommy Pistol, qui a remporté son cinquième prix record du Meilleur Acteur Principal pour son rôle dans Feed Me, que le réalisateur Ricky Greenwood a accepté en son nom, et Daisy Taylor, qui a reçu le prix de la meilleure actrice - Trans/X dans Daisy's Flower Box, une production de TransAngels. Violet Myers et Chris Diamond ont remporté le prix de la meilleure scène de sexe garçon/fille pour leur performance dans She Ruined Me pour Deeper. Violet Myers a également reçu des AVN Awards votés par les fans pour les catégories Favorite Female Porn Star et Hottest All-Girl Creator Collab avec Angela White. La membre de l’AVN Hall Of Fame Angela White a également remporté le trophée de la meilleure scène de gangbang pour son showcase Brazzers, Angela White : Unbound, et a récolté d’autres prix dans les catégories Favorite Porn Star Creator, Most Spectacular Boobs (pour la septième année consécutive, ce qui est un record), et Hottest Anal Creator Collab avec Alex Mack.
Emma Rose a de nouveau été élue Trans Performer of the Year et Penny Barber a remporté le titre de MILF Performer of the Year pour la première fois de sa carrière. Hollywood Cash a été élu Meilleur espoir masculin et Amirah Adara a été élue Specialty Performer of the Year. Cherry Kiss a été élue International Female Performer of the Year, alors que Vince Karter a été élu International Male Performer of the Year.
Les noms en gras suivis d’une étoile désignent les lauréats annoncés lors de la cérémonie :
| Interprète Féminine de l’Année | Interprète Masculin de l’Année |
| --- | --- |
| - Vanna Bardot ☆ - Lilly Bell - Blake Blossom - Lulu Chu - Anna Claire Clouds - Nicole Doshi - Ana Foxxx - Liz Jordan - Maddy May - Kira Noir - Kylie Rocket - Alexis Tae - Angela White - Jennifer White - Angel Youngs | - Isiah Maxwell ☆ - Scott Nails - Ramon Nomar - Tommy Pistol - Codey Steele - Zac Wild - Mick Blue - Nathan Bronson - Manuel Ferrara - Oliver Flynn - Seth Gamble - Maximo Garcia - JMac - Ricky Johnson - Alex Jones |
| Interprète Lesbienne de l’Année | Meilleure Nouvelle Starlette |
| - Amirah Adara ☆ - Nancy A - Lilly Bella - Alissa Foxy - Ellie Luna - Haley Reed - Ryana - Sinn Sage - Sheena Shaw - Serene Siren | - Chanel Camryn ☆ - Scarlett Alexis - Katrina Colt - Demi Hawks - Molly Little - Mina Luxx - Emma Magnolia - Hailey Rose - Jennie Rose - Willow Ryder - Queenie Sateen - Lily Starfire - Melissa Stratton - Chloe Surreal - Summer Vixen |
| Meilleure Actrice | Meilleur Acteur |
| - Maitland Ward dans Casting Couch de My DP 6, Tushy/Pulse ☆ - Dee Williams dans We Musn’t Upset Him de Pure Taboo/Adult Time - Maya Woulfe dans The Mystery of Jane Doe de Delphine Films - Scarlett Alexis dans Piano Play de Family Strokes/Team Skeet - Anna Claire Clouds dans Knots de If It Feels Good 4 de Deeper/Pulse - Reagan Foxx dans Returned de Enjoy Your Stay de Pure Taboo/Adult Time/Pulse - Brooklyn Gray dans We Are Alone Now de Delphine Films - Lumi Ray dans Hopeless de Holly Randall Productions - Octavia Red dans You Deserve Me de MissaX - Vanessa Vega dans No Going Back de Pure Taboo/Adult Time | - Tommy Pistol dans We Are Alone Now de Delphine Films ☆ - Codey Steele dans Polar Opposites de Out of Our System, Pure Taboo/Adult Time/Pulse - Jonte dans Mating Rituals de ForPlay Films - Chad White dans Risqué Business de MissaX - Robby Apples dans What Are You Doing Bro de AOFlix - Nathan Bronson dans No Going Back de Pure Taboo/Adult Time - Danny D dans The Chosen Nymph de Darkwoods de Digital Playground/Pulse - Ryan Driller dans You Deserve Me de MissaX - Oliver Flynn dans Knots de If It Feels Good 4, Deeper/Pulse - Seth Gamble dans The Mystery of Jane Doe de Delphine Films |
| Meilleure Actrice Principale | Meileur Acteur Principal |
| - Kira Noir dans Machine Gunner de Digital Playground/Pulse ☆ - April Olsen dans Hang in There, Abigail de Delphine Films - Freya Parker dans The Seductress 4 de Sweet Sinner/Mile High - Ivy Wolfe dans Reckless de Wicked/Pulse - Lilly Bell dans Trouble de Dorcel/Pulse - Lulu Chu dans Feed Me de Adult Time/Pulse - Avery Cristy dans The View de Deeper/Pulse - Stormy Daniels dans Redemption de Adam & Eve Pictures - Ana Foxxx dans Sally Mae: The Revenge of the Twin Dragons de Adult Time/Pulse - Nicole Kitt dans Ashford Manor de Lust Cinema | - Tommy Pistol dans Feed Me de Adult Time/Pulse ☆ - Barrett Blade dans Redemption de Adam & Eve Pictures - Dante Colle dans The Wedding de Lust Cinema - Xander Corvus dans Space Junk de Digital Playground/Pulse - Lucky Fate dans Privilege de Wicked/Pulse - Seth Gamble dans Reckless de Wicked/Pulse - Jonte dans Ashford Manor de Lust Cinema - Isiah Maxwell dans Sally Mae: The Revenge of the Twin Dragons de Adult Time/Pulse - Ryan Mclane dans Platonic de Sweet Sinner/Mile High - Derrick Pierce dans Primary 3 de Lust Cinema |
| Interprète MILF de l'Année | Interprète Trans de l’Année |
| - Penny Barber ☆ - Armani Black - Rachael Cavalli - Cory Chase - Cherie DeVille - Alexis Fawx - Reagan Foxx - Sophia Locke - Brandi Love - Lexi Luna - Bunny Madison - Natasha Nice - Lauren Phillips - London River - Slimthick Vic | - Emma Rose ☆ - Jade Venus - Izzy Wilde - Valeria Atreides - Zariah Aura - Asia Belle - Erica Cherry - Ariel Demure - Tori Easton - Gracie Jane - Brittney Kade - Kasey Kei - Eva Maxim - Lola Morena - Daisy Taylor |
| Meilleure Scène de Sexe Lesbien | Meilleur Scène de Sexe Hétéro |
| - Punch de Slayed avec Vanna Bardot et Liz Jordan ☆ - Redemption – Scene 1 de Adam & Eve Pictures avec Aiden Ashley et Allie Adams - Secret Lesbian Diaries 14 – Scene 4 de Girlfriends Films avec Ameena Green et Willow Ryder - Some Lucky Girl de Girls Only Porn/Nubile Films avec Molly Little et Xxlayna Marie - Him or Me de Bellesa Films avec Lexi Lore et Leah Gotti - Hopeless de Holly Randall Productions avec Casey Calvert et Lumi Ray - It's Only Natural de Twistys avec Kendra Sunderland et Charlotte Sins - Lesbian Performers of the Year 2023 – Scene 1 de Elegant Angel avec Kira Noir et Aidra Fox - Lesbian Stepsisters 12 Scene 1 de Sweetheart/Mile High avec Kyler Quinn et Braylin Bailey - Meet the Girl Boss – Scene 4 de Digital Sin avec Kylie Rocket et Melissa Stratton | - She Ruined Me de Deeper avec Violet Myers et Chris Diamond ☆ - Slut Puppies 16 – Scene 3 de Jules Jordan Video avec Xxlayna Marie et Manuel Ferrara - Valerica Loves a Big Rod de Teens Love Huge Cocks 57, Reality Kings/Pulse avec Valerica Steele et JMac - Bondage Grudge Fuck de Dungeon Sex/Kink avec Ana Foxxx et Johnny Castle - Carried Away by Bomb Ass Sex de Big Titty Room, Ricky's Room/Pulse avec Angel Youngs et Ricky Johnson - Fill Me Up de Hot Bodies 6 de Hard X/Mile High avec Alina Lopez et Zac Wild - In the Room: With My Hotwife – Scene 1 de Digital Sin avec Kylie Rocket et Vince Karter - Late Shift de Delphine Films avec Vanessa Vega et Alex Jones - One More Time de Infidelity & Indiscretions 2, Bellesa/Mile High avec Scarlit Scandal et Oliver Flynn - Reckless Episode 3: He Was Framed! de Wicked/Pulse avec Kenna James et Mick Blue |
| Meilleure Vitrine de Star | Fan Awards : Favorite CamGirl |
| - Vicki Chase Ninfómana pour Darkko/Evil Angel ☆ - Angela White: Unbound pour Brazzers - Deep Inside Jennifer White pour Darkko/Evil Angel - The Depraved, Indecent, Perverted, Cum Filled Sexual Adventures of Ray Ray and Rebel Rhyder pour Blazed Studios/Pulse - Haley Gets Banged!: A Haley Spades Showcase pour Bang! - Influence: Vanna Bardot pour Tushy - Kira vs Kira pour Elegant Angel - Luna Star: Seduce & Destroy pour Brazzers - Nicole Doshi Unleashed pour Delphine Films - Vanessa's Room pour Ricky's Room | - OnlineGirl_ (Alex Knight) ☆ |
| Mark Stone Award for Outstanding Comedy | Meilleure Scène de sexe Anale |
| - Influence: Vanna Bardot de Tushy ☆ - Let’s Bang the Babysitter 8 de Zero Tolerance/Pulse - Office Ms. Conduct de Transfixed/Adult Time/Pulse - One Year Limit de Wicked/Pulse - Raining Blood de Somegore - What Are You Doing Bro de AOFlix - Behind the Scenes de Delphine Films - Busted de NSFW/Pulse - Door to Door de Delphine Films - Kingz of Pop de Cupid's Eden | - Influence: Vanna Bardot – Part 1 de Tush avec Vanna Bardot & Maximo Garcia ☆ - Jane’s Wild for Anal de Hard X avec Jane Wilde & Lucas Frost - Kira Noir: Deepthroat, Anal & Facial! de Anal Stars 4, Gamma/Evil Angel avec Kira Noir & Zac Wild - Love in Porn – Part 2: Scarlit’s First Anal de Brazzers avec Scarlit Scandal & Chris Scandal - Make It Clap - Analized 2 de Hard X/Mile High avec Tommy King & Zac Wild - Petite Cutie Gapes Open Wide for You de Tushy Raw avec Liz Jordan & Chris Diamond - Anal Savages 9 – Scene 3 de Jules Jordan Video avec Anna Claire Clouds & Zac Wild - Angela's Anal Fixation de Brazzers avec Angela White & Maximo Garcia - Brickzilla: King of Cock - Brickzilla: Monster of Cock de Darkko/Evil Angel avec Alexis Tae & Brickzilla - Dredd Up Your Ass 4 – Scene 3 de Jules Jordan Video avec Nicole Doshi & Dredd              |
| Best Thespian – Trans/X | Meilleur Film (Grand Reel) |
| - Daisy Taylor dans Daisy’s Flower Box pour TransAngels ☆ - Jade Venus dans Office Ms. Conduct pour Transfixed/Adult Time/Pulse - Izzy Wilde dans Cuntry Girls Do It Better pour TransAngels - Aphrodite Adams dans The Golden T-Girls: A Trans MILF Parody pour Belle Dejour/Nerds of Porn - Zariah Aura dans That TS Beauty! pour My Best Friend’s TS Girlfriend 2, TransSensual/Mile High - Ariel Demure dans Bird Watching pour Transfixed/Adult Time - Foxxy dans Neglected - My TS Stepmom 6 pour TransSensual/Mile High - Kasey Kei dans Wrong Room, Right pour Transfixed/Adult Time - Amanda Riley dans Bean There, Fucked That pour TransAngels - Emma Rose dans Pride & Orifice pour TransAngels                                                                                                | - Machine Gunner pour Digital Playground/Pulse ☆ - Primary 3 pour Lust Cinema - Reckless pour Wicked/Pulse - Redemption pour Adam & Eve Pictures - Sally Mae: The Revenge of the Twin Dragons pour Adult Time/Pulse - The View pour Deeper/Pulse - Wasteland Ultra pour Digital Playground/Pulse - Ashford Manor pour Lust Cinema - Feed Me pour Adult Time/Pulse - Love, Sex & Robots pour Adam & Eve Pictures |

### Lauréats supplémentaire de la catégorie: web et vidéo
- Meilleure scène de sexe lesbien en groupe : Lesbian Threesomes Scene 3 de Sweetheart/Mile High avec Blake Blossom, Vanessa Sky & Aidra Fox
- Meilleur film lesbien ou série limitée : Drip 3 de Slayed/Pulse
- Meilleure série ou chaîne lesbien : Touch de Slayed/Pulse
- Meilleur film d’anal ou série limitée : Anal Icons 2 de Tushy/Pulse
- Meilleure série ou chaîne d’anale : Tushy Raw de Tushy Raw/Pulse
- Meilleure scène de sexe anal : Influence: Vanna Bardot – Part 1 de Tushy avec Vanna Bardot & Maximo Garcia
- Meilleur film d’anthologie ou série limitée : Video Secrets de Deeper/Pulse
- Meilleure série ou chaîn d’anthologie : Club VXN de Vixen/Pulse
- Meilleure direction artistique : Space Junk de Digital Playground/Pulse
- Meilleur film BDSM ou série limitée : Switch: Leaving Your Mark de Adult Time/Pulse
- Meilleure scène de blowbang : Mouths of Babes Part 1, Up to and Including Her Limits 3 de Deeper/Pulse avec Vicki Chase
- Meilleure cinématographie : Ashford Manor de Lust Cinema avec Viki Collins
- Meilleur film ou série limitée d'appel de courbes : Breast Worship 8 de Jules Jordan Video
- Meilleur portfolio de réalisation - International : Julia Grandi
- Meilleur portfolio de réalisation - tous genres confondus : Ricky Greenwood
- Meilleur portfolio de réalisation - Narratif : Kayden Kross
- Meilleur portfolio de réalisation - non narratif : Jules Jordan
- Meilleur portfolio de réalisation - Spécialité : Aiden Starr
- Meilleure scène de double pénétration : Influence: Vanna Bardot Part 3 de Tushy avec Vanna Bardot, Alex Jones & Dante Colle
- Meilleur montage : Influence: Vanna Bardot de Tushy : Gabrielle Anex
- Meilleur court métrage : The Mystery of Jane Doe de Delphine Films
- Meilleur film ou série limitée mixte féminin : Moms Bang Teens 47 de Reality Kings/Pulse
- Meilleure scène de quatuor ou d’orgie : All for Us, Blacked Raw V70 de Blacked Raw/Pulse avec Gianna Dior, Kylie Rocket, Richard Mann & Dwayne Fox
- Meilleure scène de gangbang : Angela White: Unbound Part 4 de Brazzers avec Angela White, Alex Mack, John Strong, Eddie Jaye, Vince Karter, Will Pounder, Scotty P & Mazee the Goat
- Meilleur film ou série limitée Gonzo/Cinemacore : Performers of the Year 2023 de Elegant Angel
- Meilleure série ou chaîne Gonzo/Cinemacore : Blacked Raw de Blacked Raw/Pulse
- Meilleure coiffure et maquillage : Sally Mae: The Revenge of the Twin Dragons de Adult Time/Pulse : Raven Lux
- Meilleur film ou série limitée avec une ingénue : Slut Puppies 16 de Jules Jordan Video
- Meilleure série ou chaîne ingénue : Young Fantasies de Vixen/Pulse
- Meilleure scène internationale de sexe lesbien : Dollhouse 2 de Slayed avec Little Caprice & Eva Elfie
- Meilleure scène internationale de sexe anal : In Vogue Part 2 de Vixen/Pulse avec Vanessa Alessia & Vince Karter
- Meilleure scène internationale hétéro : Secret Side de Vixen avec Mia Nix & Chris Diamond
- Meilleure scène internationale de sexe en groupe : Newly Engaged Swingers de WeCumToYou/Little Caprice Dreams avec Little Caprice, Rika Fane, Stanley Johnson & Marcello Bravo
- Meilleure production internationale : '’Missing de Dorcel/Pulse
- Meilleur espoir masculin : Hollywood Cash
- Meilleur film ou série limitée MILF : MILF Performers of the Year 2023 de Elegant Angel
- Meilleure série ou chaîne mixte MILF/femme : Mother-Daughter Exchange Club de Girlfriends Films
- Meilleur film ou série limitée à partenaires multiples : Three V3 de Deeper/Pulse
- Meilleure musique : Influence: Vanna Bardot de Tushy
- Meilleure nouvelle starlette internationale : Rika Fane
- Meilleure nouvelle marque de production : MILFY
- Meilleur film de niche ou série limitée : When the Husband Likes to Watch de New Sensations
- Meilleure série ou chaîne de niche : How Women Orgasm de Adult Time
- Meilleure performance non sexuelle : Julia Ann dans Privilege de Wicked/Pulse
- Meilleur film oral ou série limitée : Wet Food 10 de Darkko/Evil Angel
- Meilleure scène de sexe oral : Machine Gunner – Episode 3 de Digital Playground/Pulse avec Kira Noir & Tommy Pistol
- Meilleure scène de sexe en POV : Big Tit Teen Angel Youngs Creampie de MrLuckyPOV avec Angel Youngs & Mr. Lucky
- Meilleur scénario - Court-métrage : Polar Opposites, Out of Our System de Pure Taboo/Adult Time/Pulse de Bree Mills & Seth Gamble
- Meilleur scénario - film ou série limitée : Primary 3 de Lust Cinema avec Casey Calvert & Mark Logan
- Meilleure performance solo/théâtre : Drawn to You de Vanity de Wicked/Pulse avec Blake Blossom
- Meilleur acteur dans un second rôle : Danny D dans Space Junk de Digital Playground/Pulse
- Meilleure actrice dans un second rôle : Victoria Voxxx dans Primary 3 de Lust Cinema
- Meilleur film ou série limitée sur les relations taboues : My Sexy Little Sister 15 de Digital Sin
- Meilleure scène de sexe en équipe : Machine Gunner – Episode 2 de Digital Playground/Pulse avec Kira Noir, Charles Dera & Scott Nails
- Meilleure scène de sexe à trois : All In, Three V3 de Deeper/Pulse avec Jane Wilde, Avery Black & Troy Francisco
- Meilleure scène de sexe de groupe trans : Horny Golden Goddesses, Tantalizing Threesomes 2 de TransAngels/Pulse avec Izzy Wilde, Lola Morena & Billie Beaumont
- Meilleur film ou série limitée trans : Office Ms. Conduct de Transfixed/Adult Time/Pulse
- Meilleur nouvel arrivant trans : Leilani Li
- Meilleure scène de sexe trans en tête-à-tête : Muses: Kasey Kei de Transfixed/Adult Time avec Kasey Kei & Casey Calvert
- Meilleure série ou chaîne Trans : Transfixed de Adult Time/Pulse
- Meilleure scène de sexe de groupe VR : Mile High Club de SLR Originals/SexLikeReal avec Blake Blossom, Angel Youngs, Tru Kait & John Strong
- Meilleure scène de sexe en tête-à-tête en RV : Dante's Inferno: Beatrice A XXX Parody de VRCosplayX.com avec Blake Blossom & Ryan Driller
- Meilleure scène de sexe transgenre en VR : Measure Me de VRB Trans avec Emma Rose & Dante Colle
- Titre astucieux de l’année : Total Eclipse of the Hole de Proxy Paige/Evil Angel
- Interprère féminine internationale de l’année : Cherry Kiss
- Interprète masculin internationale de l’année : Vince Karter
- Création grand public de l’année : Everything in Its Right Place (court-métrage) de Vicki Chase
- Scène de sexe la plus scandaleuse : Raining Blood (or “Night of the Jizzed-In Dead”) de Somegore avec Ana Foxxx & Tommy Pistol
- Interprète de l'année dans une spécialité de niche : Dante Colle
- Meilleure réalisation - œuvre individuelle : Influence: Vanna Bardot de Tushy : Derek Dozer
- Interprète trans de l’année : Emma Rose

### Lauréats de la catégorie: Votes des fans
- Star du porno féminine préférée : Violet Myers
- Seins les plus spectaculaires : Angela White
- La plus belle collaboration de créatrices : Angela White & Violet Myers
- Créateur de contenu oral ultime : Coco Bae
- Créateur de contenu solo suprême : Coco Bae
- Créatrice indépendante préférée : Coco Bae
- Créateur indépendant masculin préféré : John Legendary
- Créateur PornStar préférée : Angela White
- Le cul le plus incroyable : Abella Danger
- Collaboration avec le créateur d'anal le plus chaud : Angela White & Alex Mack
- La MILF la plus sexy : Kendra Lust
- Adultes les plus chauds Newcomer : Emma Magnolia
- Collaboration garçon/fille la plus chaude entre créateurs : Lena the Plug & Jason Luv
- Chérie méconnue : Kali Roses
- Domminatrice préférée : London River
- Cosplayer préféré : (tie) Sweetie Fox & Bunni Black
- Podcast pour adultes préféré : Plug Talk
- Star BBW préférée : Alex Blair
- Star porno trans préférée : Daisy Taylor
- Star/créateur préféré de Trans Cam : Aubrey Kate
- Collaboration avec un créateur transgenre : Aubrey Kate & Dante Colle
- Couple de cammeurs préféré : Kayley and Emily
- Star porno masculine préférée : Dredd

### Lauréats de la catégorie: Produits plaisir
- Meilleur fabricant de produits d’amélioration : Sensuva
- Meilleur fabricant de produits fétiches : XR Brands
- Meilleure ligne de lingerie ou de vêtements : Barely Bare
- Meilleure marque de lubrifiant : Swiss Navy
- Meilleur fabricant de produits de plaisir - Grand : XR Brands
- Meilleur fabricant de produits de plaisir - Moyen : Motorbunny
- Meilleur fabricant de produits de plaisir - Petit : OEJ Novelty

### Lauréats de la catégorie: Détaillants
- Meilleure boutique : Museum of Sex, NYC
- Meilleure chaîne de magasins - Grandes entreprises : Lion's Den
- Meilleure chaîne de magasins - moyenne : Romeo & Juliet's
- Meilleure chaîne de magasins - Petite : Cupid’s Closet
- Meilleur magasin de détail en ligne : PinkCherry.com

## Intronisations à l’AVN Hall Of Fame
Les lauréats ont été officiellement intronisés lors de la cérémonie de remise des prix AVN le samedi 27 janvier 2024. En plus d'être honorés lors de la remise des prix AVN, les participants au Temple de la renommée de l'AVN 2024 sont invités à assister à un cocktail en leur honneur à 22 heures le mercredi 24 janvier sur le terrain du salon AVN.
- Branche vidéaste : Jay Allan, Nic Andrews, Johnny Castle, Michael Chapman, Nic Cramer, Danny D, Nikki Dial, Matt Holder, Audrey Hollander, Holly Randall, Shaun Rivera, Sinn Sage, Hillary Scott, Shay Sights et Desiree West[11],[12].
- Branche exécutive : Garion Hall, Jimmy James et Robert Plarski[11],[12].
- Branche produits plaisir : Kim Airs, Phyllis Heppenstall, Karen & Barry Mason[11],[12].
- Branche web et technologie : Kenny B, John-Michael D’Arcangelo[11],[12].